# Marta Pascal
Marta Pascal Capdevila (Vich, Barcelona, 10 de abril de 1983) es una política española. Desde el 27 de junio de 2020 es primera secretaria general del Partit Nacionalista de Catalunya elegida en el congreso constituyente. De diciembre de 2012 a octubre de 2017 fue diputada en el Parlamento de Cataluña por Junts pel Sí. Ha sido coordinadora general del Partido Demócrata Europeo Catalán (PDeCAT, 2016-2018), portavoz de Convergencia Democrática de Cataluña (CDC) entre 2015 y 2016 y presidenta de Joventut Nacionalista de Catalunya (JNC, 2012-2015). Fue senadora entre 2018 y 2020.

## Biografía
Licenciada en Ciencias Políticas y de la Administración por la Universidad Pompeu Fabra -fue premio extraordinario fin de carrera- y en Historia por la Universidad de Barcelona.
Participó en el programa de liderazgo Ordit impulsado por la Fundación Jaume Bofill. Ha completado un programa de liderazgo en gestión pública (IESE-Madrid) y está cursando el programa de liderazgo Vicens Vives (ESADE).
Profesionalmente se ha dedicado al ámbito de políticas educativas en la Asociación Internacional de Ciudades Educadoras. De 2008 a 2011 fue jefa de área de la concejalía de educación del Ayuntamiento de Vich y de 2011 a 2012 asesora de la Consejera de Educación del gobierno catalán Irene Rigau. 
Es socia de Omnium Cultural y patrona de la Fundación Eduard Soler-Escuela de Trabajo del Ripollés. 
Colabora habitualmente en diversos medios de comunicación digitales (Nació Digital, Directe!cat y e-notícies).

### Trayectoria política e institucional
Se afilió a Juventud Nacionalista de Cataluña (JNC), las juventudes de Convergencia Democrática de Cataluña y a Convergencia Democrática de Cataluña (CDC) en 2006.
Ha sido Presidenta de Juventud Nacionalista de Cataluña de octubre de 2012 a febrero de 2015. De diciembre de 2010 a 2012 fue vicepresidenta. Entre noviembre de 2008 a abril de 2010 fue corresponsable del área de Políticas Sociales e Inmigración de la JNC y de abril a diciembre de 2010 Secretaria de Territorio.
Formó parte de las ejecutivas de Convergencia Democrática de Cataluña de Vic y Osona y de la Federación de Comarcas Centrales.
Desde 2010 miembro del Consejo Nacional de Convergencia Democrática de Cataluña.
En las elecciones de 2012 ocupó el puesto 34 de la lista de CiU y fue elegida diputada. En las elecciones de 2015 volvió a renovar escaño, esta vez, en la lista de Junts pel Sí. 
El 19 de julio de 2015 asumió la portavocía de Convergencia Democrática de Cataluña en sustitución de Mercè Conesa.
El 23 de  julio de 2016 fue elegida Coordinadora General del PDeCAT, partido heredero de Convergència. Pascal venció en primarias con el 87,76% de los votos a su candidatura rival liderada por el presidente de Reagrupament, Ignasi Planas, que logró el 12,27% de los sufragios.

### Causa judicial
El 22 de diciembre de 2017, el Juez Pablo Llarena del Tribunal Supremo de España acordó la investigación (antes imputación) por rebelión a Marta Pascal (coordinadora general del PDeCAT), Artur Mas (presidente del PDeCat), Marta Rovira (secretaria general de ERC), Mireia Boyá (presidenta del grupo parlamentario de la CUP), Anna Gabriel (portavoz de la CUP) y Neus Lloveras (presidenta de la Asociación de Municipios por la Independencia (AMI), a todos ellos, por pertenecer al equipo organizador del referéndum catalán celebrado el pasado 1 de octubre de 2017 y con un rol decisivo en el plan de independencia de Catalunya, cuya hoja de ruta fue anulada por el Tribunal Constitucional de España. El 23 de marzo de 2018, el juez Llarena desimputa a Marta Pascal, Neus Lloveras y Artur Mas.

### Renuncia a dirigir el PDeCAT
En la asamblea del PDeCAT celebrada el 21 de julio de 2018 renunció a seguir dirigiendo el PDeCAT, declarando que no gozaba de la confianza de Carles Puigdemont; en esta asamblea se designó como presidente del PDeCAT a David Bonvehí y se acordó la integración de la formación dentro de la Crida Nacional per la República.  En abril de 2019 en una entrevista explicó los detalles y el proceso que llevó al PDeCAT a apoyar la moción de censura que llevó al gobierno a Pedro Sánchez, sus discrepancias con Carles Puigdemont asegurando que Cataluña ya no puede dirigirse desde Waterloo y que desde un principio fue contraria a la dimisión de Artur Mas. Considera que el PDeCAT hizo demasiadas concesiones a la CUP y no descarta la creación de un nuevo partido para acudir a las futuras elecciones del Parlamento de Cataluña.
En mayo de 2020 se anunció que se había dado de baja del PDeCAT, de forma efectiva desde el 27 de abril.

### Partit Nacionalista de Catalunya
El 27 de junio de 2020 fue elegida primera secretaria general del Partit Nacionalista de Catalunya en el congreso constituyente con el apoyo del 91 % de la militancia fundadora